# État de Franklin
1784–1788
Entités précédentes :
- Caroline du Nord

Entités suivantes :
- Caroline du Nord

L'État de Franklin (en anglais : State of Franklin), ainsi nommé dans l'espoir d'obtenir le soutien politique de Benjamin Franklin, fut un territoire en Amérique du Nord, qui, peu de temps après la guerre d'indépendance des États-Unis et l'échec de la république de Watauga (en), fit sécession de la Caroline du Nord avec l'accord des Cherokees. N'obtenant pas d'être officiellement reconnu ni admis dans l'Union, il s'allie à la Nouvelle-Espagne voisine pour faire face aux expéditions armées de la Caroline du Nord, qui finit par imposer son administration en expropriant les colons « d'Outremont (en) » et en revendant leurs esclaves. Son gouverneur déchu, le colonel John Sevier, devient le premier gouverneur du nouvel État du Tennessee. L'État de Franklin n'aura duré que quatre années, de 1784 à 1788.

## Situation de l'ouest de la Caroline du Nord
Au sortir de la guerre d'Indépendance, le Congrès fédéral se retrouvait fortement endetté, l'État de Caroline du Nord vota en avril 1784 « pour donner les 29 000 000 d'acres (117 000 km2) situés entre les Allegheny Mountains » (nom alors donné à partie des Appalaches), une forme de contribution de l'État au paiement de l'effort de guerre fédéral. Mais cela ne plut pas aux colons de Watauga qui avaient acquis un sérieux pied-à-terre sur les bords de la Cumberland River à Fort Nashborough. Ils craignaient que le Congrès en désespoir de cause ne revende le territoire à la France ou à l'Espagne. Quelques mois plus tard la législature de Caroline du Nord renonça à cette cession du territoire au Congrès américain et « ordonna aux juges de tenir des tribunaux dans les comtés de l'ouest, organisa le recrutement d'une brigade de soldats et nomma John Sevier pour la commander ».

## Sécession
Mais l'esprit de la révolution américaine et une insatisfaction montante des citoyens des territoires de l'ouest des Appalaches à l'encontre du gouvernement de Caroline du Nord les conduisit à une sécession et à la création de leur propre État. Le 23 août 1784, des délégués des comtés de Washington, de Sullivan, de Spencer (aujourd'hui Hawkins) et de Greene — tous des comtés situés actuellement dans l'est du  Tennessee — se réunirent dans la ville de Jonesborough et déclarèrent leur territoire indépendant de la Caroline du Nord.
Le 16 mai 1785, une délégation de ces comtés soumit une pétition au Congrès des États-Unis pour obtenir le statut d'État américain. Sept États votèrent pour accepter le nouvel petit État dans l'Union sous le nom de Frankland mais bien qu'ayant une majorité simple, ils échouèrent de peu à obtenir la majorité des deux-tiers des États requise pour admettre un nouvel État dans l'Union selon les Articles de la Confederation. Dans une tentative pour favoriser leur cause, les leaders changèrent le nom en "Franklin" d'après Benjamin Franklin, et entamèrent une correspondance avec le patriote pour le pousser à les soutenir mais ce dernier refusa poliment.
Localement, une constitution qui interdisait aux avocats, médecins ou prédicateurs de se présenter à l'élection à la législature fut rejetée par référendum. Par la suite, une constitution sur le modèle de celle de la Caroline du Nord fut adoptée avec quelques modifications, et l'État fut nommé Franklin.
Un gouvernement provisoire fut constitué à Greeneville. Après une rapide élection, John Sevier devint gouverneur, David Campbell juge de la Cour supérieure. Greeneville fut déclarée capitale permanente. La première législature se réunit en décembre 1785 ; Landon Carter (à ne pas confondre avec son homonyme, planteur en  Virginie qui a tenu un journal) fut le président du Sénat et Thomas Talbot son greffier. William Gage fut le président de la Chambre des représentants avec Thomas Chapman House servant comme greffier.
Les législateurs signèrent des traités avec tribus indiennes des environs, ouvrirent des tribunaux, intégrèrent et annexèrent cinq nouveaux comtés (voir carte ci-dessus), et fixèrent des taxes et salaires des fonctionnaires. Le troc était le système économique à la fois de facto et de jure, et tout bien ou marchandise d'utilisation courante au sein de la population été autorisé pour payer ou régler les dettes, y compris l'argent étranger, le maïs, le tabac, l'eau-de-vie de pomme et les peaux (Sevier lui-même fut payé en cuir de cerf). Les citoyens obtinrent un sursis de deux ans pour payer leurs impôts, mais ce manque de monnaie et d'infrastructure économique ralentirent le développement et créa de la confusion.
L'année 1786 fut le début de la fin du petit État. Franklin était placé dans une position précaire par sa non-admission dans l'Union et le "nouvel État" ne réussit pas à remplir les conditions pour y être admis. Parce qu'il refusait les revendications de souveraineté de la Caroline du Nord, Franklin ne bénéficiait pas de la protection ni de l'armée fédérale, ni de la milice de Caroline du Nord. La Caroline du Nord offrit de renoncer à tous ses arriérés d'impôts si Franklin réintégrait l'État. Quand cette offre fut refusée, le gouvernement de Caroline du Nord envoya des troupes, sous le commandement du colonel John Tipton, et mis en place son propre gouvernement dans la région. Les deux administrations rivales furent en concurrence, côte à côte, pendant plusieurs mois et les habitants étaient divisés. La seule "bataille" entre les partisans de Sevier et ceux de Tipton eut lieu en 1788 à la ferme du colonel Tipton à Johnson City.  
De plus en plus désespéré par l'incapacité de l'État Franklin de pouvoir fonctionner à cause des problèmes économiques, Sevier demanda un prêt au gouvernement espagnol, et avec James White, tenta de placer Franklin sous souveraineté espagnole. Le gouvernement de Caroline du Nord était absolument opposé à ce qu'une nation étrangère gagne du terrain dans la région de Franklin et ordonna l'arrestation de Sevier. Les partisans de ce dernier le libérèrent de la prison, mais Sevier décida de se rendre de lui-même en février 1788. La Caroline du Nord fut clémente et Sevier ne fut qu'obligé de prêter serment d'allégeance à la Caroline du Nord.
À la fin de mars 1788, les tribus Cherokee, Chickasaw et Chickamauga commencèrent ensemble à attaquer les établissements des colons dans un Franklin à l'abandon. Ces attaques conduisirent l'éphémère État à très rapidement régler ses différends avec la Caroline du Nord, de sorte que la milice de celle-ci puisse aider à contrer les assaillants indiens.
Franklin eut trois capitales dans sa courte existence : Jonesborough, Seymour et Greeneville.

## Rattachement au Tennessee

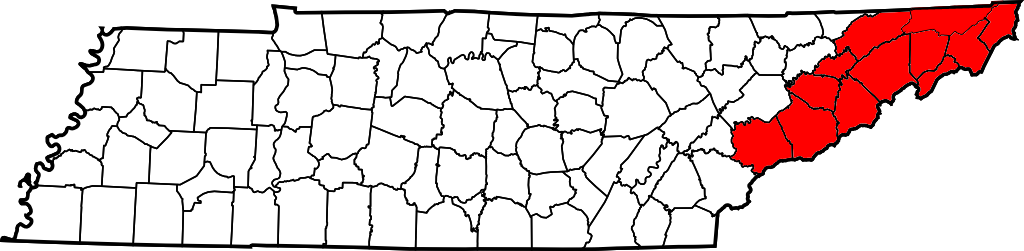
L'État de Franklin en rouge dans les frontières de l'actuel Tennessee. Un projet initial prévoyait un territoire beaucoup plus étendu.

À partir de 1790, le gouvernement de l'État de Franklin s'effondra complètement et le territoire revint fermement sous le contrôle de la Caroline du Nord. Sevier fut élu à la législature de la Caroline du Nord pour représenter la région. Peu de temps après, la Caroline du Nord céda une nouvelle fois la région au gouvernement fédéral pour former le Territoire du Sud-Ouest qui allait devenir le Tennessee. John Sevier devint le premier gouverneur du Tennessee et John Tipton signa la Constitution du Tennessee en tant que représentant du comté de Washington.

## Aujourd'hui
La mémoire de cet épisode historique se retrouve à Johnson City : l'ancienne ferme du colonel Tipton ou se déroula l'affrontement entre ses partisans et ceux de Sevier est devenu un site historique préservé de Tipton-Haynes. Une banque de la ville porte le nom de State of Franklin Savings Bank et l'une des principales artères est la State of Franklin Road.
Le drapeau souvent présenté comme le « drapeau de l'État de Franklin » (fortement inspiré de celui du Tennessee) est un canular datant des années 1980-1990. Au cours des dernières sessions de la législature de l'État de Franklin, John Sevier avait proposé d'officialiser un drapeau de Franklin mais celui-ci ne fut jamais conçu.